# Smith Island (Zatoka Hudsona)
Smith Island – kanadyjska wyspa we wschodniej części Zatoki Hudsona. Wyspa ma 131 km² i obwód równy 90 km. Jest częścią regionu Qikiqtaaluk należącego do terytorium Nunavut. Znajduje się w odległości 2 km od zachodniego wybrzeża półwyspu Ungava (Quebec), nieopodal miejscowości Akulivik.